# Haute-Kontz
Haute-Kontz település Franciaországban, Moselle megyében. Lakosainak száma 550 fő (2022. január 1.). Haute-Kontz Berg-sur-Moselle, Beyren-lès-Sierck, Contz-les-Bains, Gavisse és Rettel községekkel határos.

## Népesség
A település népességének változása:
| Lakosok száma | 361  | 369  | 395  | 498  | 570  | 583  | 588  | 584  | 586  | 550  |
|               | 1968 | 1982 | 1990 | 2006 | 2013 | 2015 | 2017 | 2019 | 2020 | 2022 |